# Marjo Vilhola
Marjo Vilhola (5 de octubre de 1968) es una deportista finlandesa que compitió en judo. Ganó una medalla de bronce en el Campeonato Europeo de Judo de 1989 en la categoría de –48 kg.

## Palmarés internacional
| Campeonato Europeo | Campeonato Europeo   | Campeonato Europeo | Campeonato Europeo |
| Año                | Lugar                | Medalla            | Categoría          |
| ------------------ | -------------------- | ------------------ | ------------------ |
| 1989               | Helsinki (Finlandia) | Medalla de bronce  | –48 kg             |